# San Giovanni d'Asso
San Giovanni d'Asso là một đô thị ở tỉnh Siena trong vùng Toscana, có cự ly khoảng 80 km về phía đông nam của Florence và khoảng 30 km về phía đông nam của Siena in the area known as the Crete Senesi. Tại thời điểm ngày 31 tháng 12 năm 2004, đô thị này có dân số 920 người và diện tích là 66,4 km².
Đô thị San Giovanni d'Asso có các frazione (subdivision) Montisi.
San Giovanni d'Asso giáp các đô thị: Asciano, Buonconvento, Montalcino, Pienza, San Quirico d'Orcia, Trequanda.